# 小行星7867
小行星7867（7867 Burian）是一颗绕太阳运转的小行星，为主小行星带小行星。该小行星于1984年9月20日发现。

## 轨道参数
小行星7867的轨道半长轴为2.2113257 UA，离心率为0.187。